# Luisenschule Mülheim an der Ruhr
Die Luisenschule ist ein Gymnasium der Stadt Mülheim an der Ruhr. Es erhielt seinen heutigen Namen nach Königin Luise, die seit ihren Aufenthalten als junges Mädchen auf Schloss Broich in Mülheim an der Ruhr lange Zeit eine große Popularität genoss.

## Geschichte der Schule
Die heutige Luisenschule geht auf eine 1838 gegründete private Höhere Mädchenschule zurück, die eine Erweiterung der 1835 ins Leben gerufenen – ebenfalls privaten – Höheren Bürgerschule war. Am 7. Juli 1852 kam es zur Gründung einer ersten öffentlichen Höheren Knabenschule durch die Stadt Mülheim an der Ruhr, in die wiederum die Klassen der Mädchenschule integriert wurden. Erster Direktor der beiden Einrichtungen war Wilhelm Gallenkamp.
Seit 1858 nahm der jeweilige Prorektor der Knabenschule die Aufgaben des Direktors der Mädchenschule wahr. Prorektoren waren nacheinander Karl Gustav Andresen (1858–1863), Oskar Natorp (1863–1873) sowie Ludwig Finsterbusch (1873–1884). Im Jahre 1884 kam es zur endgültigen Trennung der beiden Anstalten: die Mädchenschule wurde selbständig und der ehemalige Prorektor Ludwig Finsterbusch ihr erster Direktor. Anlässlich des Umzugs in ein neues Schulgebäude erhielt die Schule 1892 den Namen „Luisenschule“, den sie auch heute noch trägt.
1899 wurde der Direktor Finsterbusch in den Ruhestand versetzt. Sein Nachfolger Eduard Meyer beging 1902 mit einem feierlichen Festakt das 50-jährige Bestehen der Schule. Ab 1911 waren anerkannte höhere Mädchenschulen berechtigt, die Bezeichnung „Lyzeum“ zu führen. Seitdem führte die Luisenschule lange Zeit den Namenszusatz „Lyzeum der Stadt Mülheim an der Ruhr“.
Ostern 1926 zu den Schulgebäuden der Luisenschule gehören das Hauptgebäude und eine Villa an der Adolfstraße, der letzte Block der Kaserne (Kaiserstraße / Ecke Südstraße) und der städtische Kindergarten am Werdener Weg. In diesem Jahr wird die erste Reifeprüfung abgenommen.
Ab Ostern 1939 nach einem ministerialen Erlass war die Höhere Schule nach acht statt nach neun Jahren zu beenden. Durch die Auswirkungen des Zweiten Weltkriegs kam es zu häufigen Standortwechseln. Die Unterrichtsräume der Kaserne wurden durch die Schutzpolizei beschlagnahmt, und der Unterricht wurde in einen Flügel der Mittelschule an der Oberstraße verlegt. Außerdem besetzte die Heeresverwaltung das Gebäude der Luisenschule, so dass ebenfalls ein Umzug in die Eduardstraße 6 (heute Martin-von-Tours-Schule) erfolgen musste.
Der Bombenangriff auf Mülheim am 22. Juni 1943 verursachte einen Brand im Schulgebäude an der Adolfstraße. Die Schule musste auf unbestimmte Zeit geschlossen werden; der Unterricht wurde vorübergehend im Gebäude der Langemarck-Schule (heute Otto-Pankok Gymnasium) aufgenommen. Im Oktober 1943 wurden 60 Schülerinnen und drei Lehrerinnen mit der Kinderlandverschickung in die Tschechoslowakei gebracht. Sie fuhren nach Prag, von dort zunächst in das Lager Lettin bei Pilsen und wurden um Ostern 1944 in das Großlager Beching bei Tabor verlegt. Die Rückkehr nach Mülheim fand am 5. August 1945 statt. Im Februar 1945 wurde in Mülheim der Unterricht in Form von Arbeitskreisen aufgenommen, jedoch häufig durch Fliegeralarm gestört. Am 11. April 1945 während der Besetzung Mülheims durch die amerikanischen Truppen wurden die Arbeitskreise wieder aufgelöst.
Seit Herbst 1945 heißen die Knabenschulen wieder Gymnasium, und die Mädchenschulen erhielten den alten Titel Studienanstalt zurück. Auch die Schulzeit wurde wieder von acht auf neun Jahre verlängert. Durch die schwere Kriegsbeschädigung wurde der Unterricht nicht in der Luisenschule, sondern im Mittelschulgebäude aufgenommen. Die Schüler beider Schulen wurden in einem Gebäude unterrichtet.
1950 glich eine Schulreform die Unterrichtsinhalte und Ziele an die Knabenschule an. Die Studienanstalt hieß nun Neusprachliches Mädchengymnasium. 1951 zog die Luisenschule um in den Stadtteil Holthausen, ins heutige Schulgebäude An den Buchen 36. Die Schülerinnen mussten zwischen den beiden Schulgebäuden pendeln, da im neuen Gebäude der heutige Neubau mit den Fachräumen noch fehlte.
1973 wurde die Luisenschule eine Koedukationsschule mit reformierter Oberstufe, d. h., es gibt den ersten gemischten Jahrgang mit Mädchen und Jungen. In der Oberstufe wurde der Klassenverband durch das Kurssystem ersetzt. Mit dem Bau von Bungalow und Pavillon wurden 1974 Ersatzräume zur Verfügung gestellt, denn die Luisenschule zählte mittlerweile 1400 Schülerinnen und Schüler. Als erste Schule in Mülheim erhielt sie einen Groß-Computer. 2002 feierte die Schule ihr 150-jähriges Jubiläum. 2010 beschloss die Stadt Mülheim, das Schulgebäude im Rahmen eines ÖPP-Projektes für 1110 Schüler zu sanieren und zu modernisieren. Hierbei wurde das Atrium überdacht und eine großflächige Cafeteria eingerichtet. Ein massiver Neubau ersetzte Pavillon und Bungalow. Das Schulgelände wurde neu gestaltet.

## Direktoren der Schule
Die Direktoren der Schule von 1838 bis heute:
- 1838–1852 Gerhard Kerlen
- 1852–1858 Wilhelm Gallenkamp
- 1858–1863 Karl Gustav Andresen
- 1863–1873 Oskar Natrop
- 1873–1899 Ludwig Finsterbusch
- 1899–1916 Eduard Meyer
- 1916–1918 Albert Elgeti
- 1918–1925 Otto Rabes
- 1925–1945 Emil Vollert
- 1945–1958 Maria Schmitter
- 1958–1972 Ruth Beekmann
- 1972–1997 Ulrich Wallow
- 1997–2003 Dagmar Mühlenfeld
- 2003–2015 Bernd Troost
- 2015–2018 Holger Ellwanger
- 2018–2018 Jens Teller
- 2018–heute Heike Quednau

## Bekannte ehemalige Schüler
- Margarete Stinnes (1840–1911), Mäzenin, Mitbegründerin der Leonhard-Stinnes-Stiftung
- Adeline Coupienne (1844–1925), Mutter von Hugo Stinnes
- Hedwig Pelzer (1854–1940), Ehefrau von August Thyssen
- Klara Bagel (1856–1918), Tochter von Julius Bagel, Ehefrau von Joseph Thyssen
- Elisabeth von Eicken (1862–1940), Malerin
- Hedwig Thyssen (1878–1960), Tochter von August Thyssen
- Luise Blumberg (1890–1974), Stadtverordnete (1919–1929), Abgeordnete des Rheinischen Provinziallandtags (1932–1933)
- Clärenore Stinnes (1901–1990), Rennfahrerin
- Klara Thyssen (1914–1984), Tochter von Julius und Jula Thyssen
- Irmel Weyer (* 1927), Ärztin, Entwicklungshelferin
- Frigga Haug (* 1937), Philosophin
- Dagmar Mühlenfeld (* 1951), Oberbürgermeisterin der Stadt Mülheim an der Ruhr, zuvor Schulleiterin
- Ulrike Beisiegel (* 1952), Präsidentin der Universität Göttingen (seit 2011)
- Cornelia Rundt (* 1953), niedersächsische Ministerin für Soziales, Gesundheit und Gleichstellung (2013–2017)
- Monika Griefahn (* 1954), Politikerin (SPD), niedersächsische Umweltministerin (1990–1998)
- Gisela Fischdick (* 1955), Schachgroßmeisterin
- Annette Weitzmann (* 1967), Schauspielerin
- Fabienne Deprez (* 1992), Badmintonspielerin
- Roman Müller-Böhm (* 1992), Politiker (FDP), Mitglied des Deutschen Bundestages
- Timm Herzbruch (* 1997), Feldhockeyspieler

## Weitere Quellen
- Stadtarchiv Mülheim an der Ruhr, Bestand 1205 (Höhere Mädchenschule / Luisenschule vor 1945)
- Stadtarchiv Mülheim an der Ruhr, Bestand 2004 (Luisenschule nach 1945)